# Matthew Knight
Matthew Knight (* 16. Februar 1994 in Los Angeles, Kalifornien) ist ein US-amerikanischer Schauspieler.

## Leben
Matthew Knight spielte seine erste Hauptrolle 2003 im Fernsehfilm The Big Spender. Danach folgten einige Gastauftritte in diversen Fernsehserien und Nebenrollen in Filmen. Größere Auftritte hatte er 2006 in den Horrorfilmen Skinwalkers und Der Fluch – The Grudge 2, sowie 2009 in The Grudge 3 – Der Fluch. 2006 gewann er den Young Artist Award für Candles on Bay Street, 2009 erfolgte ein weiterer Gewinn für den kanadischen Kinderfilm Gooby. Seit 2008 spielt er in der Filmserie The Good Witch mit. Im Jahr 2009 erhielt er außerdem eine Hauptrolle in der kanadischen Kinder- und Jugendserie Mein Babysitter ist ein Vampir.
Er lebt zurzeit in Toronto, Ontario und besucht dort die High School.

## Filmografie
- 2003: Big Spender
- 2005: Das größte Spiel seines Lebens (The Greatest Game Ever Played)
- 2005: Im Dutzend billiger 2 – Zwei Väter drehen durch (Cheaper by the Dozen 2)
- 2006: Skinwalkers
- 2006: Der Fluch – The Grudge 2 (The Grudge 2)
- 2006: Candles on Bay Street
- 2007: Chaos unterm Weihnachtsbaum (Christmas in Wonderland)
- 2007: The Dresden Files (Fernsehserie)
- 2008: The Good Witch (Fernsehfilm)
- 2009: The Good Witch’s Garden (Fernsehfilm)
- 2009: Gooby
- 2009: The Grudge 3 – Der Fluch (The Grudge 3)
- 2010: Cassie – Eine verhexte Hochzeit (The Good Witch’s Gift, Fernsehfilm)
- 2010: Mein Babysitter ist ein Vampir – Der Film (My Babysitter’s a Vampire)
- 2011: Cassie – Eine verhexte Familie (The Good Witch’s Family, Fernsehfilm)
- seit 2011: Mein Babysitter ist ein Vampir (My Babysitter’s a Vampire, Fernsehserie)
- 2012: The Good Witch’s Charm (Fernsehfilm)
- 2013: The Good Witch’s Destiny (Fernsehfilm)

## Awards
| Jahr | Award              | Kategorie                                                                                     | Film                        | Status    |
| ---- | ------------------ | --------------------------------------------------------------------------------------------- | --------------------------- | --------- |
| 2007 | Young Artist Award | Best Performance in a TV Movie, Miniseries or Special (Comedy or Drama) - Leading Young Actor | Candles on Bay Street       | gewonnen  |
| 2009 | Young Artist Award | Best Performance in a DVD Film                                                                | Chaos unterm Weihnachtsbaum | nominiert |
| 2009 | Young Artist Award | Best Performance in a TV Movie, Miniseries or Special - Supporting Young Actor                | The Good Witch              | nominiert |
| 2010 | Young Artist Award | Best Performance in a TV Movie, Miniseries or Special - Supporting Young Actor                | The Good Witch’s Gift       | nominiert |
| 2010 | Young Artist Award | Best Performance in a DVD Film                                                                | Gooby                       | gewonnen  |